# Cyd Charisse
Cyd Charisse (Amarillo, 8 maart 1922 – Los Angeles, 17 juni 2008) was een Amerikaanse danseres en actrice.

## Biografie

### Jonge jaren
Charisse werd geboren als Tula Ellice Finklea, dochter van Lela en Ernest Enos Finklea sr. Haar vader was een juwelier. Haar bijnaam "Sid" was afkomstig van haar zus, die haar probeerde aan te spreken met “sis”.
Op jonge leeftijd was Charisse vaak ziek. Nadat ze polio had gehad, begon ze op haar zesde met danslessen om aan te sterken. Op haar twaalfde ging ze ballet studeren in Los Angeles met Adolph Bolm en Bronislawa Nijinska. Op haar 14e deed ze auditie voor het Ballet Russe de Monte Carlo, waar ze optrad als "Felia Siderova" en "Maria Istomina".
Tijdens een Europese tour ontmoette ze opnieuw Nico Charisse, met wie ze eerder samen studeerde in Los Angeles. Ze trouwden in Parijs in 1939 en kregen samen een zoon genaamd Nicky in 1942.

### Carrière

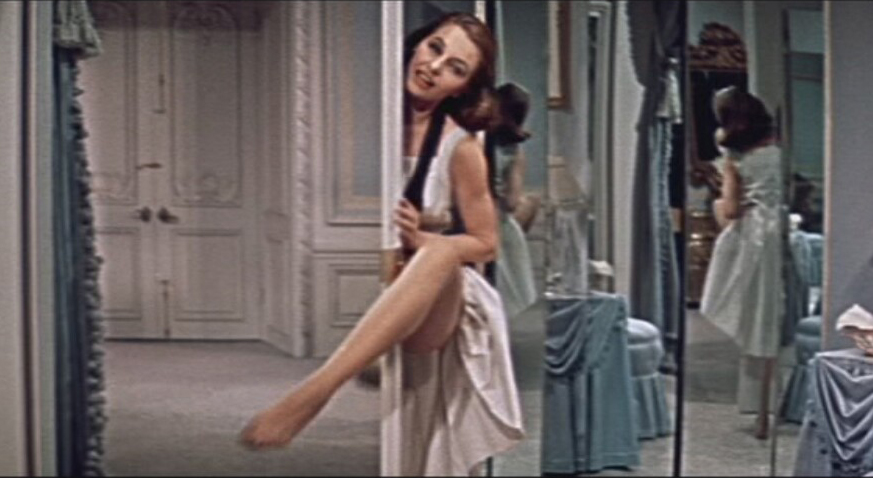
Cyd Charisse in de trailer van Silk Stockings

De uitbraak van de Tweede Wereldoorlog leidde tot het opbreken van het gezelschap. Charisse keerde terug naar Los Angeles. Daar bood David Lichine haar een rol aan in Gregory Ratoffs Something to Shout About. Dit bracht haar onder de aandacht bij choreograaf Robert Alton. Al snel voegde ze zich bij de Freed Unit van MGM, als balletdanseres. Charisse bleef na haar scheiding van Nico zijn achternaam gebruiken. MGM schreef haar bijnaam Sid als Cyd. Door deze combinatie kwam ze aan haar artiestennaam Cyd Charisse.
Charisse speelde onder meer met Fred Astaire en Gene Kelly. Ze verscheen voor het eerst met Astaire in een korte routine Ziegfeld Follies. Haar volgende optreden samen met hem was als hoofdrolspeelster in The Band Wagon (1953), waar ze met hem danste in de "Dancing in the Dark" en "Girl Hunt Ballet" routines. Een andere vroege rol maakte haar de tegenspeelster van Judy Garland in de film The Harvey Girls.
In 1957 voegde ze zich opnieuw bij Astaire voor de filmversie van Silk Stockings, een musicalremake van de film Ninotchka.
Daar Debbie Reynolds geen ervaren danseres was, koos Gene Kelly Charisse uit als zijn partner voor de "Broadway Melody" balletfinale uit Singin' in the Rain (1952). Tevens waren de twee samen te zien in de film Brigadoon. Ze had wederom een hoofdrol samen met Kelly in zijn MGM musical It's Always Fair Weather (1956).
Toen eind jaren 50 de Hollywood musicals langzaam populariteit verloren, stopte Charisse met dansen. Wel bleef ze acteren in film- en televisieproducties tot aan de jaren 90. Ze had een bijrol in "Something's Got To Give", de laatste film van Marilyn Monroe.

### Persoonlijk leven
Charisse’s huwelijk met Nico Charisse liep stuk. In 1948 trouwde ze met de zanger Tony Martin, die ze trouw bleef tot aan haar dood. Daarmee hield hun huwelijk bijna 60 jaar stand.
Charisse had twee zonen. Nico "Nicky" Charisse uit haar eerste huwelijk en Tony Martin jr. (1950) uit haar tweede huwelijk. Een van haar schoondochters is Liv Lindeland.
Charisse schreef een biografie samen met Martin getiteld The Two of Us (1976). In 2001 werd ze vermeld in het Guinness Book of World Records onder “meest waardevolle benen”, daar ze in 1952 haar benen liet verzekeren voor vijf miljoen dollar.

### Latere jaren en dood
In haar latere jaren had Charisse geregeld rollen in documentaires over het gouden tijdperk van Hollywood. Ze maakte haar Broadwaydebuut in 1992 in de musical Grand Hotel als een oudere ballerina.
Op 16 juni 2008 werd ze opgenomen in het Cedars-Sinai Medical Center als gevolg van een hartaanval. De dag erop bezweek ze aan de gevolgen. Ze werd 86 jaar. Ze is begraven in het Hillside Memorial Park Cemetery in Culver City op 22 juni, 2008.

## Eerbetoon

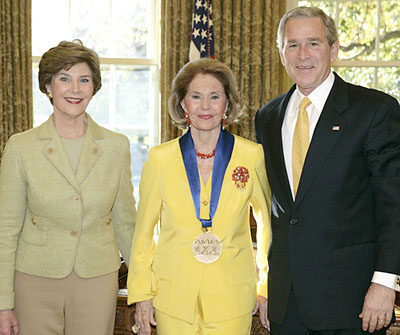
Charisse neemt de National Medal of Arts in ontvangst in 2006.

Op 9 november 2006 kreeg Charisse bij een besloten ceremonie in het Witte Huis de National Medal of Arts van president George W. Bush jr.
Charisse heeft een ster op de Hollywood Walk of Fame.

## Filmografie
| Grote films: - Something to Shout About (1943) - Mission to Moscow (1943) - Thousands Cheer (1943) - The Harvey Girls (1946) - Ziegfeld Follies (1946) - Three Wise Fools (1946) - Till the Clouds Roll By (1946) - Fiesta (1947) - The Unfinished Dance (1947) - On an Island with You (1948) - The Kissing Bandit (1948) - Words and Music (1948) - East Side, West Side (1949) - Tension (1950) - Mark of the Renegade (1951) - Singin' in the Rain (1952) - The Wild North (1952) - Sombrero (1953) - The Band Wagon (1953) - Easy to Love (1953) (Cameo) | - Brigadoon (1954) - Deep in My Heart (1954) - It's Always Fair Weather (1955) - Meet Me in Las Vegas (1956) - Silk Stockings (1957) - Twilight for the Gods (1958) - Party Girl (1958) - 1-2-3-4 ou Les Collants noirs (1961) - Five Golden Hours (1961) - Two Weeks in Another Town (1962) - Assassination in Rome (1965) - The Silencers (1966) - Maroc 7 (1967) - Film Portrait (1973) (documentaire) - Won Ton Ton, the Dog Who Saved Hollywood (1976) - Warlords of Atlantis (1978) - Private Screening (1989) - That's Entertainment! III (1994) | Kleinere producties: - Rhumba Serenade (1941) - Poeme (1941) - I Knew It Would Be This Way (1941) - Did Anyone Call? (1941) - Magic of Magnolias (1942) - This Love of Mine (1942) - 1955 Motion Picture Theatre Celebration (1955) |

## Videoclips
- I Want To Be Your Property door Blue Mercedes (1988)
- Alright door Janet Jackson (1990)